# Кумановска дивизија НОВЈ
Кумановска дивизија НОВЈ формирана је средином октобра 1944. године код села Жегљане, у близини Куманова. При оснивању, у њен су састав ушле Шеснаеста, Седамнаеста и Осамнаеста македонска бригада. Командант дивизије био је Методи Поповски.
Дејствовала је на подручју Качаничке Клисуре и на путу Куманово-Крива Паланка. Касније је ушла у састав Првог македонско-српског корпуса, односно Шеснаестог корпуса НОВЈ.
Учествовала је у борбама за ослобођење Куманова и у борбама око Скопља. Расформирана је почетком децембра 1944. године, а њени борци распоређени су у друге војне јединице.